# Mary Fitzpatricková
Mary Fitzpatricková (nepřechýleně: Mary Fitzpatrick; * 1968 v Anglii) je britská fotografka .

## Životopis
Fitzpatricková je známá svými obrazy prostor opuštěných po konfliktu. V roce 2004 vystavovala snímky po válce v Zálivu v Kuvajtu - 'Failaka' jako součást výstavy 'Streets of Desire' vedené kurátorem Jump Ship Rat at the Blade Factory, Greenland street in the Liverpool Biennial Independents. v Blade Factory, Greenland street na Liverpool Biennial Independents. Zúčastnila se také mezinárodního fotografického festivalu Chobi Mela IV v Dháce v British Council v roce 2007.
Fitzpatricková byla v roce 2008 nominována na ocenění Liverpool Art Prize.